# Nicola Miraglia Del Giudice
Nicola Miraglia Del Giudice (Napoli, 4 settembre 1961) è un magistrato e politico italiano.

## Biografia
Laureato in Giurisprudenza, è Magistrato. Fu eletto alla Camera in Campania con Alleanza Nazionale in occasione delle elezioni politiche del 1996. 
Nel 1997 lascia AN per passare al Centro Cristiano Democratico; successivamente segue Clemente Mastella, passando ai Cristiano Democratici per la Repubblica, all'Unione Democratica per la Repubblica e infine nel 1999 all'Udeur. Termina il mandato parlamentare nel 2001, tornando poi a lavorare in magistratura.